# Deutscher Kampfbund
Der Deutsche Kampfbund war eine 1923 aus der Arbeitsgemeinschaft der Vaterländischen Kampfverbände entstandene paramilitärische Organisation.
Teil dieser Vereinigung waren die Sturmabteilung unter Hermann Göring, der Bund Reichsflagge unter Adolf Heiß und der Bund Oberland unter Friedrich Weber.
Der Kampfbund wurde am 1. und 2. September 1923 in Nürnberg auf dem Deutschen Tag gegründet und spielte bei diversen rechtsradikalen Aktionen eine tragende Rolle.
Wichtige beteiligte Personen waren unter anderem Hermann Kriebel, Max Erwin von Scheubner-Richter, Adolf Hitler und Erich Ludendorff.
Nach dem Scheitern des Hitlerputsches am 9. November 1923 wurde der Kampfbund aufgelöst.

## Entstehung und beteiligte Organisationen
Der Kampfbund entstand aus der im Februar 1923 auf Initiative von Ernst Röhm gegründeten Arbeitsgemeinschaft der Vaterländischen Kampfverbände. Die Arbeitsgemeinschaft war ein Dachverband diverser rechtsradikaler Vereine, in dem neben der Sturmabteilung, dem Bund Oberland und dem Bund Reichsflagge auch der Kampfverband Niederbayern und der Vaterländische Bezirksverein mitwirkten. Die militärische Führung hatte, wie später auch im Deutschen Kampfbund, Hermann Kriebel, der ehemalige Stabschef der Einwohnerwehr, inne.
Am Deutschen Tag in Nürnberg wurde aus einem Teil der Arbeitsgemeinschaft, namentlich der Sturmabteilung, der Reichsflagge und dem Bund Oberland, der Deutsche Kampfbund geformt. Treibende Kraft hierbei war Erich Ludendorff. Die Reichsflagge trat schon bald wieder aus dem Kampfbund aus, was zu ihrer Spaltung führte. Die Reichskriegsflagge unter Röhm blieb beim Kampfbund.
Christian Roth wurde als Geschäftsführer im Kampfbund von Max Erwin von Scheubner-Richter abgelöst.

## Vorhaben und Ziele
Auf Anregung Max Erwin von Scheubner-Richters erstellte Wilhelm Weiß am 23./24. September 1923 ein Programm zur Machtergreifung in Bayern, dabei war die Hauptaufgabe die „Niederkämpfung des Marxismus“. Diese könne jedoch nur erfolgen, wenn dem Kampfbund staatliche Machtmittel zur Verfügung ständen bzw. man das Staatsministerium des Innern zur Kontrolle der Polizei mit einer vertrauten Person besetzen würde. Laut Weiß sollte man diese Ziele „auf einem wenigstens nach außen hin legalem Wege“ erreichen, was man durchaus als Wagnis werten kann, denn zum damaligen Zeitpunkt konnte sich der Kampfbund nicht sicher sein, dass die Polizei und das Militär in Bayern ihn unterstützte. Weiß schlug vor, der Kampfbund solle die Einsetzung eines Wirtschaftsdikators fordern in der Hoffnung, dass das Versagen dieses Mannes Regierung und Bayerische Volkspartei diskreditieren werde. Das eigentliche Motiv sei aber die Kontrolle der Polizei. Mit Christian Roth als Innenminister und Ernst Pöhner als Generalstaatskommissar sollten die Verbände dann die nationale Revolution durchführen. Bei Vorbehalten gegen Roth und Pöhner müsse Pöhners rechte Hand Wilhelm Frick Polizeipräsident von München werden.

## Aufhebung des passiven Widerstandes im Ruhrgebiet und Hitlers Ernennung zum politischen Führer des Kampfbundes
Am 23. September 1923 verkündete der Nachfolger von Wilhelm Cuno, Gustav Stresemann, dass die Reichsregierung sich entschlossen habe, den Zustand des passiven Widerstandes im Ruhrgebiet aufzuheben um die deutsch-französische Beziehung Schritt für Schritt wieder zu normalisieren. Der Kampfbund sah sich daher gezwungen, weitere Maßnahmen zu ergreifen und übertrug Adolf Hitler zwei Tage später die politische Leitung. Als Antwort darauf ernannte das bayerische Kabinett am 26. September kurzerhand Gustav von Kahr zum Generalstaatskommissar und setzte die Verfassung vorübergehend außer Kraft.
Kahr nutzte seine Position sofort, um Hitler seine Macht zu demonstrieren und verbot eine von der NSDAP angekündigte Hitler-Versammlung. Hitlers Entscheidung gegen Kahr vorzugehen bzw. diesen in seinen Vorhaben nicht zu unterstützen führte innerhalb des Kampfbundes zu Streit. Heiß verließ infolgedessen mit dem nordbayerischen Teil der Reichsflagge die Organisation und schloss sich Kahr an. Der übrige Teil blieb unter der Leitung Röhms als Reichskriegsflagge im Kampfbund. Kurz darauf schloss sich der Kampfbund München dem Deutschen Kampfbund an, welcher nun seine endgültige Form erreicht hatte.

## Der Kampfbund und das Triumvirat
Das bayerische Triumvirat Kahr, Lossow und Seißer verfolgte das Ziel, eine vom Parlament freie, nationale Diktatur in Berlin zu schaffen. Dieser Plan sollte wohl weitestgehend ohne Ludendorff und Hitler durchgeführt werden und setzte auf die Unterstützung der Reichswehr.
Der Kampfbund hingegen forderte ein auf Hitler und Ludendorff fixiertes Direktorium in München, welches ohne Kahr auskommen sollte.

## Ende
Da Hitler fürchtete, von dem Triumvirat übergangen zu werden, beschloss er am 7. November 1923, durch einen Putschversuch in der bayerischen Landeshauptstadt München die Macht an sich zu reißen. Dazu nutzte er den am 8. November anlässlich des 5. Jahrestages der Revolution 1918 gut gefüllten Bürgerbräukeller, in dem zu gegebenem Zeitpunkt auch Kahr, Lossow und Seißer anwesend waren. Das Triumvirat ließ sich allerdings nur scheinbar auf die Pläne Hitlers ein und sorgte dafür, dass der Aufstand bereits am darauffolgenden Tag von der bayerischen Landespolizei und der Reichswehr niedergeschlagen wurde. Nach dem gescheiterten Putschversuch mussten sich neben dem Verbot der NSDAP auch die Organisationen des Deutschen Kampfbundes am 9. November 1923 auflösen. Sämtliche Waffen wurden beschlagnahmt und jegliche Formen von militärischen Übungen untersagt.